# Catharina Buijs
Catharina Buijs, född 1714, död 1781, var en nederländsk tryckare. Hon drev ett tryckeri efter sin makes död 1755, och ärvde även hans tjänst som officiell kartograf för Nederländska Ostindiska Kompaniet i Amsterdam, som hon innehade till sin död.